# 八大頂峰
八大頂峰，或稱為七大洲八大高峰，是七大洲中的八座最高山峰的統稱。於攀山界來說，能夠完成攀登八大頂峰是人生其中一個最大的成就。
八大頂峰包括：
| 洲別   | 名稱         | 海拔         | 坐標                       | 地理位置       | 首次成功攀登年份 |
| ------ | ------------ | ------------ | -------------------------- | -------------- | ---------------- |
| 亞洲   | 珠穆朗瑪峰   | 8,848.86公尺 | 27°59′17″N 86°55′31″E      | 中國、尼泊爾   | 1953             |
| 南美洲 | 阿空加瓜山   | 6,962公尺    | 32°39′12.35″S 70°00′39.9″W | 阿根廷         | 1897             |
| 北美洲 | 迪納利山     | 6,194公尺    | 63°04′10″N 151°00′27″W     | 美國阿拉斯加州 | 1913             |
| 非洲   | 乞力馬扎羅山 | 5,895公尺    | 3°4′33″S 37°21′12″E        | 坦桑尼亞       | 1889             |
| 歐洲   | 厄爾布魯士山 | 5,642公尺    | 43°21′18″N 42°26′21″E      | 俄羅斯         | 1874             |
| 大洋洲 | 查亞峰       | 4,884公尺    | 4°4′44″S 137°9′30″E        | 印度尼西亞     | 1962             |
| 大洋洲 | 科修斯科山   | 2,228公尺    | 36°27′27″S 148°15′44″E     | 澳洲           | 1840             |
| 南極洲 | 文森山       | 4,892公尺    | 78°31′31.74″S 85°37′1.73″W | 南極洲         | 1966             |

## 定義
基於不同計算方法及七大洲邊界沒有一致說法，先後有不同人士列出「七大頂峰」或「八大頂峰」的不同版本。
- 美國人理查·貝斯（英语：Richard Bass）的版本[3]包括：珠穆朗玛峰、阿空加瓜山、迪纳利山、吉力馬扎羅山、文森山、厄尔布鲁士峰、科修斯科山
- 義大利人萊因霍爾德·梅斯納（英语：Reinhold Messner）的版本包括：珠穆朗玛峰、阿空加瓜山、迪纳利山、吉力馬扎羅山、文森山、厄尔布鲁士峰、查亞峰
- 美國人威廉·哈克特（英语：William Hackett (mountaineer)）的版本包括：珠穆朗玛峰、阿空加瓜山、迪纳利山、吉力馬扎羅山、文森山、白朗峰、科修斯科山

由於攀登位於澳洲的科修斯科山難度相對較其他山峰為低，攀山界中普遍認為位於印尼的查亞峰更有挑戰性及具攀山的性質。
亦有人把以上八個頂峰合稱「七大洲八大頂峰」。